# 拉萨蒲公英
拉萨蒲公英（学名：Taraxacum sherriffii）为菊科蒲公英属下的一个种。

## 扩展阅读
- 維基物種上的相關：拉萨蒲公英